# Obszar ochrony ścisłej Cyganka
Cyganka – obszar ochrony ścisłej na terenie Kampinoskiego Parku Narodowego o powierzchni 99,34 ha. Został utworzony w 1977 roku, leży ok. 1,5 km na północny zachód od wsi Truskaw (gmina Izabelin) i ok. 1,5 km na południowy zachód od osady Pociecha. Przez jego okolicę przebiega pieszy Szlak im. Kazimierza W. Wójcickiego.
Obszar chroniony obejmuje fragment „bagiennej kotliny Niepustu i wydm Boru Niepustowego z mozaikowym kompleksem zespołów puszczańskich: grądem niskim i wysokim, dąbrową świetlistą, łęgiem olszowym, olsem i borem mieszanym oraz łąką turzycową i łozowiskiem”. Na jego terenie występują licznie zwierzęta takie, jak łoś, sarna, dzik, borsuk, słonka, a także gatunki ptaków drapieżnych, w tym myszołów czy jastrząb. Pojawiają się także gatunki roślin, w tym chronionych, m.in.: brzoza czarna, kokorycz pusta, lilia złotogłów, listera jajowata, łuskiewnik różowy, podkolan biały, gnieźnik leśny, dzwonecznik wonny, kłosownica pierzasta, widłak spłaszczony.